# Hartkirchen
Hartkirchen je obec v okrese Eferding v rakouské spolkové zemi Horní Rakousy.

## Geografie
Hartkirchen leží v oblasti Hausruckviertel. Přibližně 27 % rozlohy obce tvoří lesy a 60 % zemědělská půda.